# Arianrhod
Arianrhod es una figura de la mitología galesa que desempeña su papel más importante en la Cuarta Rama de los Mabinogi. Ella es la hija de Dôn y la hermana de Gwydion y Gilfaethwy; las Tríadas galesas nombran a su padre como Beli Mawr. En Mabinogi, su tío Math ap Mathonwy es el rey de Gwynedd, y durante el curso de la historia ella da a luz a dos hijos, Dylan ail Don y Lleu Llaw Gyffes, a través de medios mágicos.

## Mabinogion
Según la Cuarta Rama (alrededor del siglo XII), el tío de Arianrhod, Math fab Mathonwy, moriría si no mantenía los pies en el regazo de una virgen cuando no estaba en guerra. Gilfaethwy desarrolla un deseo lujurioso por la hermosa Goewin, la sostenedora de los pies de Math, y él y su hermano Gwydion organizan una guerra con el rey Pryderi del reino de Dyfed, lo que obliga a Math a abandonar su corte. En ausencia de Math, Gilfaethwy viola a Goewin. Cuando Math regresa, castiga a sus sobrinos convirtiéndolos en parejas de animales y casa a Goewin para aliviar su vergüenza. Pero él debe encontrar una nueva virgen que le sostenga los pies.
Gwydion sugiere a su hermana, Arianrhod. Para comprobar su virginidad, Math le dice que pase por encima de su varita mágica. Sin embargo, al hacerlo, ella da a luz inmediatamente a un niño, Dylan ail Don, y a una entidad con forma de masa viscosa que se convierte en Lleu Llaw Gyffes. Dylan es un espíritu marino que huye al océano inmediatamente tras ser bautizado. Gwydion sujeta a Lleu Llaw Gyffes antes de que nadie más lo vea y lo coloca en un cofre. En poco tiempo, se convierte en un niño que crece al doble de la velocidad normal; cuando tiene cuatro años, es tan grande como un niño de ocho. Gwydion lo lleva a ver a su madre a su casa, Caer Arianrhod.
Sin embargo, Arianrhod estaba enfadada por la humillación que había sufrido en la corte de Math. Le impone un geis (o tabú) al niño, según el que nunca tendrá un nombre a menos que ella se lo dé. Gwydion disfraza al niño de zapatero y regresa a Caer Arianrhod.  Arianrhod se está probando unos zapatos cuando ve al niño matar a un chochín con una sola piedra y comenta que el rubio («lleu») tiene una mano hábil («llaw gyffes»). Gwydion revela el disfraz y le dice que acaba de darle un nombre a su hijo: Lleu Llaw Gyffes. Arianrhod impone entonces un segundo geis a Lleu, según el cual nunca empuñará las armas a menos que ella lo arme. Unos años más tarde, Gwydion y Lleu regresan a Caer Arianrhod, esta vez disfrazados de bardos. Gwydion es un narrador consumado y entretiene a su corte. Esa noche, mientras todos duermen, conjura una flota de barcos de guerra. Arianrhod da a sus invitados armas y armaduras para ayudarla a luchar, disipando así su segunda maldición. Cuando Gwydion revela el engaño, Arianrhod impone un último geis a Lleu: nunca tendrá una esposa de ninguna raza que exista ahora en la tierra. Gwydion y Math finalmente rompen esta maldición creando una mujer a partir de flores de roble, retama y ulmaria y la llaman Blodeuwedd.
Con sus maldiciones, Arianrhod le había negado a Lleu los tres aspectos de la masculinidad: un nombre, armas y una esposa. 

## En otras fuentes
Una de las tríadas galesas, establece una conexión familiar diferente para Arianrhod. Su padre se llama Beli Mawr y su hermano es Caswallawn. Tiene dos hijos con Lliaws, hijo de Nwyfre, Gwenwynwyn y Gwanar, que acompañan a Caswallawn en su persecución de Julio César después de que este haya sido expulsado de Gran Bretaña. Esta tríada es la única fuente que conecta a Arianrhod con Beli Mawr y la saga de Caswallawn, pero no es incompatible con la tradición registrada en el Mabinogion.
Las historias de la mitología galesa cambiaron con el tiempo, y el Mabinogion no contiene la única versión de ellas. El erudito galés William John Gruffydd señaló que los poetas de los siglos XV y XVI aparentemente conocían una tradición alternativa en la que Arianrhod se convirtió en realidad en la sostenedora de los pies de Math.  Además, algunos eruditos han sugerido que en una forma anterior de la Cuarta Rama, Gwydion era el padre de los hijos de Arianrhod.
El palacio de Arianrhod, Caer Arianrhod, está conectado con una formación rocosa visible al oeste de Llandwrog, en el noroeste de Gales, durante la marea baja. Esta formación es uno de los varios puntos de referencia que atestiguan la localización de los acontecimientos de la Cuarta Rama en esta zona. El nombre «Caer Arianrhod» también se utiliza en galés para referirse a la constelación Corona Borealis. Robert Graves cita la enigmática afirmación de Taliesin de haber pasado tres períodos en la prisión/castillo de Arianrhod. Graves la considera como un aspecto más de Ceridwen.

## Etimología
El nombre "Arianrhod" (del galés arian, "plata", y rhod, "rueda") puede ser cognado o relacionado con el protocelta *Arganto-rotā, que significa "rueda de plata".  Alternativamente, la forma más temprana del nombre puede haber sido Aranrot, en cuyo caso la primera parte del nombre estaría relacionada con "Aran", una palabra con significado incierto, aunque enorme, redondo o jorobado serían interpretaciones posibles.

## En la cultura popular
Arianrhod fue una de las mujeres cuyo nombre fue escrito en  The Heritage Floor de la instalación artística The Dinner Party de Judy Chicago.